# Источноевропско љетње вријеме
| светло плава  | Западноевропско време, Гриничко средње време ()                                     |
| плава         | Западноевропско време, Гриничко средње време (UTC+0) Западноевропско летње време () |
| розе          | Средњоевропско време, Западноафричко време ()                                       |
| црвена        | Средњоевропско време () Средњоевропско летње време ()                               |
| жута          | Калињинградско време ()                                                             |
| златна        | Источноевропско време () Источноевропско летње време ()                             |
| светло зелена | Further-eastern European Time, Московско време, Турско време ()                     |

Источноевропско љетње вријеме (енгл. Eastern European Summer Time – EEST) један од назива за UTC+03:00 временску зону, која има три сата више од координисаног универзалног времена. Користи се за љетње рачунање времена у неким европским и блискоисточним земљама, што га чини једниким арапском стандардном, источноафричком и московском времену. Током зимског периода на овом простору користи се источноевропском вријеме (енгл. Eastern European Time – EET) (UTC+02:00).
Од 1996. године европско љетње вријеме почиње посљедњом недјељом у марту и траје до посљедње недјеље у октобру; до 1996. на територији Европске уније нису важила иста правила рачунања љетњег времена.

## Коришћење
Сљедеће земље и територије користе источноевропско љетње вријеме током летољета:
- Бјелорусија, московско љетње вијеме од 1981. до 1989, редовно EEST од 1991;
- Бугарска, редовно EEST од 1979;
- Кипар, редовно EEST од 1979;
  -  Сјеверни Кипар, користи од EEST од 2016;
- Естонија, московско љетње вријеме од 1981. до 1989, редовно EEST од 1989;
- Финска, редовно EEST од 1981;
- Грчка, редовно EEST од 1975;
- Израел, израелско љетње вријеме од 1948 (прати EEST када ова два преклапају);
- Јордан, од 1985;
- Летонија, московско љетње вријеме од 1981. до 1988, редовно EEST од 1989;
- Либан, од 1984;
- Литванија, московско љетње вријеме од 1981. до 1988, редовно EEST од 1989, осим у периоду од 1998. до 2003. када је користила средњоевропско вријеме;
- Молдавија, московско љетње вријеме од 1932. до 1940. и од 1981. до 1989, редовно EEST од 1991;
- Румунија, незавнично EEST од 1932. до 1940, редовно EEST од 1979;
- Русија ( Калињинградска област), московско љетње вијеме од 1981. до 1990, редовно EEST од 1991, као стандардно вријеме од марта 2011;
- Сирија, од 1983;
- Украјина, московско љетње вијеме од 1981. до 1989, редовно EEST од 1992.[2]

Источноевропско љетње вријеме се једну годину, 1991. године, користило као стандардно вријеме у московској и самарској временској зони Русије. Египат је користио источноевропско љетње вријеме од 1957. до 2010. и поново од 2014. до 2015. године.